# Wan Rong
Wan Rong (13 november 1906 – Yanji, 20 juni 1946), ook bekend als Gobulo Wan Rong, was de vrouw van Puyi, de laatste keizer van China en laatste heerser van de Qing-dynastie. Zij werd zijn keizerin alhoewel niet officieel.
Ze was afkomstig uit de Daur Gobulo (郭布羅)-clan en haar familie behoorde tot de Acht Vendels.